# Heinz Keune
Heinrich Heinz Keune (auch: Heinz Keune und Heinrich Keune; * 13. Dezember 1881 in Hannover; † 4. Januar 1946 in Berlin) war ein deutscher Grafiker und Schriftkünstler.

## Leben

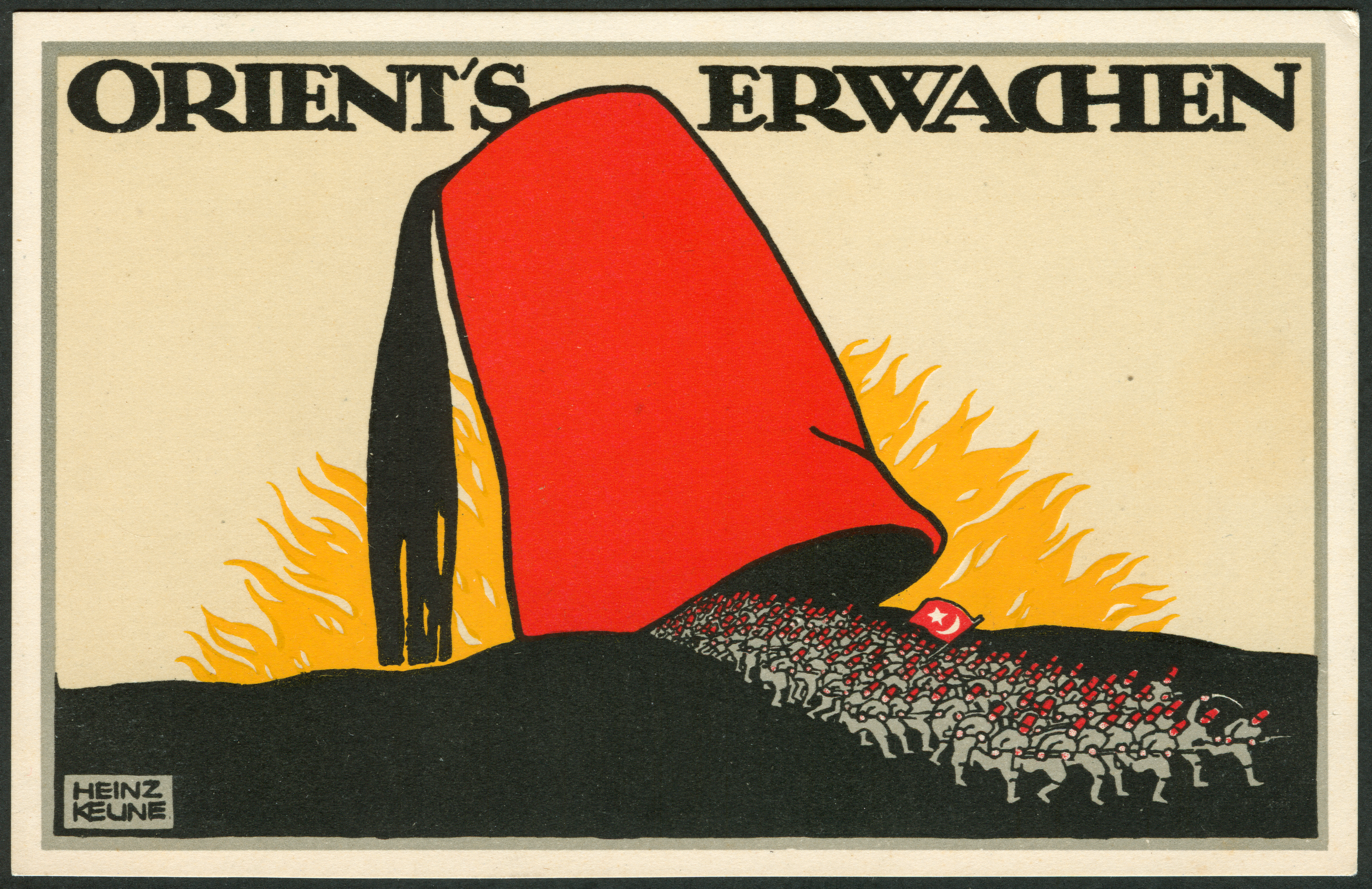
„Künstler-Kriegs-Postkarte No. 1 von J. C. König & Ebhardt, Hannover“, um die Zeit des Ersten Weltkrieges, von Heinz Keune übertitelt „Orient's Erwachen“

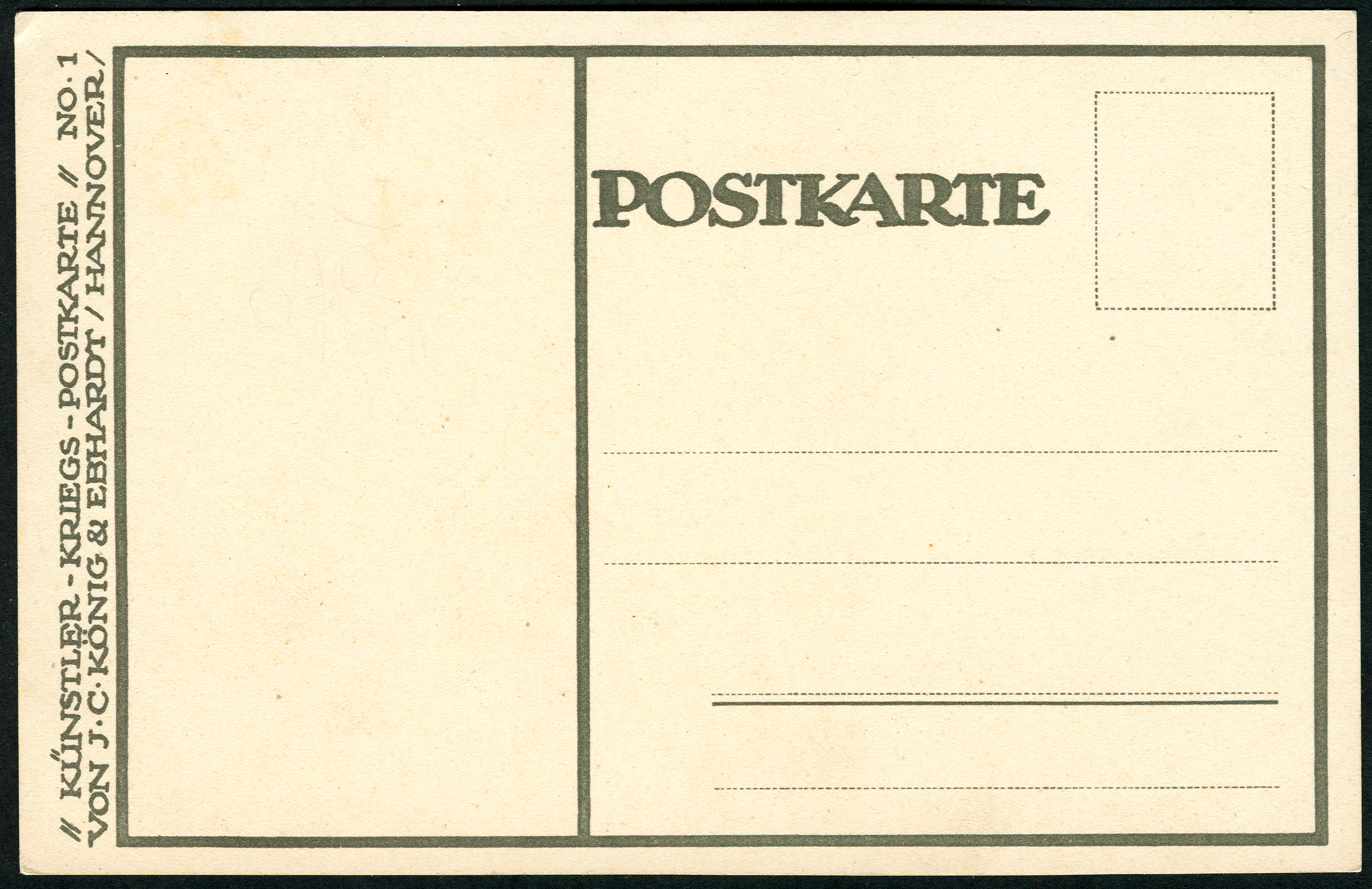
Revers der „Künstler-Kriegs-Postkarte No. 1“

Heinrich Heinz Keune wuchs in Hannover auf und durchlief zunächst eine Lehre als Dekorationsmaler und anschließend eine Ausbildung an der Kunstgewerbeschule Hannover. Als Reklamezeichner wurde Keune zunächst an seinem Geburtsort sowie in Leipzig tätig. Dort entwickelte er ab dem Anfang des 20. Jahrhunderts insbesondere für die Leipziger Schriftgießerei Schelter & Giesecke verschiedene, vom Jugendstil beeinflusste typographische Schriften. Ab 1903 wirkt Keune zudem als freiberuflicher Graphiker auch in Weimar und Berlin.
Von 1908 bis 1910 durchlief Keune zudem eine weitere Ausbildung an der Leipziger Akademie für graphische Künste und Buchgewerbe, um 1911 wieder in seine Heimatstadt zurückzukehren.
1912 präsentierte das in Leipzig ansässige Deutsche Buchgewerbe-Museum eine Ausstellung mit Arbeiten von Heinz Keune gemeinsam mit Werken der Künstler Karl Michels und Otto Grassl.
1914 übersiedelte Keune nach Berlin, wo er 1915 als Lehrer an der damaligen Königlichen Kunstschule zu Berlin tätig wurde. Von 1918 bis 1920 arbeitete Keune als Lehrer für künstlerische Schrift an der Akademischen Hochschule für bildende Künste in Berlin-Charlottenburg, um 1920 als Lehrer an die II. Handwerkerschule Berlin zu wechseln. Er starb 1946 in Berlin.

## Typografische Schriften
Für die Schriftgießerei Benjamin Krebs Nachfolger entwickelte Heinz Keune zu einem unbekannten Datum die Schriftart Rosen Einfassung. Hingegen sind die Entstehungsdaten von Keunes Schriften für  die Schriftgießerei Schelter & Giesecke in Leipzig wie folgt bekannt:
- 1900: Edda (Schriftart)
- 1902: Wettin
- 1903:
  - Habsburg
  - Maria Theresia
  - Ovid
  - Wittelsbach
- 1904:
  - Wallenstein
  - Wallenstein licht
- 1905: Rousseau
- 1909: Mimosen Zierrat[2]

## Weitere Werke

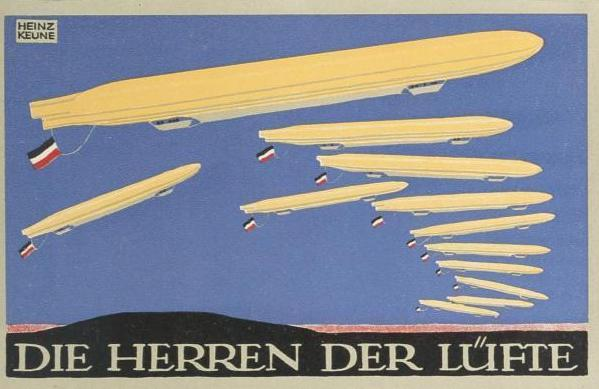
Postkarte: Die Herren der Lüfte, 1915

Zu den auch international bekanntesten Werken von Heinz Keune zählt die im Kontext des Verhältnisses des deutschen Kaisers Wilhelm II. und des Osmanischen Reiches um die Zeit des Ersten Weltkrieges in Hannover produzierte „Künstler-Kriegs-Postkarte No. 1 von J. C. König & Ebhardt“. Das als plakative Ansichtskarte vervielfältigte mehrfarbige Werk zeigt vollflächig unter dem Titel „Orient's Erwachen“ auf einer Anhöhe vor einem feurigen Sonnenaufgang einen riesigen roten Fes, aus dem eine nicht endende Menge mit Säbeln und Gewehren angreifender Soldaten unter türkischer Flagge herausströmt. In der Zeitschrift "Das Plakat" wurde 1915 Keunes Postkarte "Die Herren der Lüfte" abgebildet. 